# أسمر (اسم)
أَسْمَر هو اسم علم مذكر من أصل عربي، وجاء الاسم على صيغة أفعل، ومعناه هو كان لونه بين السواد والبياض. والأسمر كذالك هو الرمح.